# Рамона Галамбош
Галамбош Рамона (угор. Galambos Ramóna; нар. 30 липня 1996) — угорська борчиня вільного стилю, бронзова призерка чемпіонату Європи, чемпіонка та бронзова призерка чемпіонатів світу серед студентів.

## Життєпис
Боротьбою почала займатися з 2006 року.
Виступає за борцівський клуб Сігетвара. Тренери — Лайош Надь, Іштван Гуляш.

## Спортивні результати на міжнародних змаганнях

### Виступи на Чемпіонатах світу
| Змагання                        | Збірна   | Вагова категорія          | Місце |
| ------------------------------- | -------- | ------------------------- | ----- |
| Чемпіонат світу з боротьби 2016 | Угорщина | жіноча боротьба, до 55 кг | 5     |
| Чемпіонат світу з боротьби 2017 | Угорщина | жіноча боротьба, до 55 кг | 23    |
| Чемпіонат світу з боротьби 2018 | Угорщина | жіноча боротьба, до 55 кг | 18    |

### Виступи на Чемпіонатах Європи
| Змагання                         | Збірна   | Вагова категорія          | Місце  |
| -------------------------------- | -------- | ------------------------- | ------ |
| Чемпіонат Європи з боротьби 2014 | Угорщина | жіноча боротьба, до 60 кг | 8      |
| Чемпіонат Європи з боротьби 2016 | Угорщина | жіноча боротьба, до 55 кг | Бронза |
| Чемпіонат Європи з боротьби 2018 | Угорщина | жіноча боротьба, до 55 кг | 9      |
| Чемпіонат Європи з боротьби 2019 | Угорщина | жіноча боротьба, до 59 кг | 5      |

### Виступи на Кубках світу
| Змагання                    | Збірна   | Вагова категорія          | Місце |
| --------------------------- | -------- | ------------------------- | ----- |
| Кубок світу з боротьби 2014 | Угорщина | жіноча боротьба, до 60 кг | 7     |

### Виступи на Чемпіонатах світу серед студентів
| Змагання                                        | Збірна   | Вагова категорія          | Місце  |
| ----------------------------------------------- | -------- | ------------------------- | ------ |
| Чемпіонат світу з боротьби серед студентів 2016 | Угорщина | жіноча боротьба, до 55 кг | Бронза |
| Чемпіонат світу з боротьби серед студентів 2018 | Угорщина | жіноча боротьба, до 57 кг | Золото |

### Виступи на інших змаганнях
| Змагання                                                         | Збірна   | Вагова категорія          | Місце  |
| ---------------------------------------------------------------- | -------- | ------------------------- | ------ |
| Flatz Open 2014                                                  | Угорщина | жіноча боротьба, до 60 кг | Золото |
| Золотий Гран-прі з боротьби 2014 (Париж)                         | Угорщина | жіноча боротьба, до 60 кг | Срібло |
| Klippan Lady Open 2014                                           | Угорщина | жіноча боротьба, до 60 кг | 9      |
| Гран-прі Іспанії з боротьби 2014                                 | Угорщина | жіноча боротьба, до 58 кг | 11     |
| Гран-прі Парижа з боротьби 2015                                  | Угорщина | жіноча боротьба, до 60 кг | 5      |
| Турнір Олександра Медведя 2015                                   | Угорщина | жіноча боротьба, до 58 кг | 5      |
| Тестовий турнір UWW 2016                                         | Угорщина | жіноча боротьба, до 58 кг | 5      |
| Київський Міжнародний турнір з боротьби 2016                     | Угорщина | жіноча боротьба, до 53 кг | 5      |
| Klippan Lady Open 2016                                           | Угорщина | жіноча боротьба, до 53 кг | 15     |
| Олімпійський кваліфікаційний турнір з боротьби 2016 (Улан-Батор) | Угорщина | жіноча боротьба, до 53 кг | 7      |
| Кубок Європейських націй з боротьби 2016                         | Угорщина | команда                   | 5      |
| Золотий Гран-прі з боротьби 2016                                 | Угорщина | жіноча боротьба, до 55 кг | 12     |
| Гран-прі Парижа з боротьби 2017                                  | Угорщина | жіноча боротьба, до 55 кг | Золото |
| Klippan Lady Open 2017                                           | Угорщина | жіноча боротьба, до 55 кг | Бронза |
| Київський Міжнародний турнір з боротьби 2017                     | Угорщина | жіноча боротьба, до 55 кг | Бронза |
| Відкритий чемпіонат Польщі з боротьби 2017                       | Угорщина | жіноча боротьба, до 55 кг | 8      |
| Гран-прі Іспанії з боротьби 2017                                 | Угорщина | жіноча боротьба, до 55 кг | Бронза |
| Klippan Lady Open 2018                                           | Угорщина | жіноча боротьба, до 55 кг | Бронза |
| Відкритий чемпіонат Китаю з боротьби 2018                        | Угорщина | жіноча боротьба, до 55 кг | Бронза |
| Гран-прі Іспанії з боротьби 2018                                 | Угорщина | жіноча боротьба, до 55 кг | Бронза |
| Klippan Lady Open 2019                                           | Угорщина | жіноча боротьба, до 57 кг | Бронза |

### Виступи на змаганнях молодших вікових груп
| Змагання                                       | Збірна   | Вагова категорія          | Місце  |
| ---------------------------------------------- | -------- | ------------------------- | ------ |
| Чемпіонат Європи з боротьби серед кадетів 2011 | Угорщина | жіноча боротьба, до 56 кг | 7      |
| Чемпіонат світу з боротьби серед кадетів 2011  | Угорщина | жіноча боротьба, до 56 кг | 5      |
| Чемпіонат Європи з боротьби серед кадетів 2012 | Угорщина | жіноча боротьба, до 56 кг | 8      |
| Чемпіонат світу з боротьби серед кадетів 2012  | Угорщина | жіноча боротьба, до 56 кг | 10     |
| Чемпіонат Європи з боротьби серед кадетів 2013 | Угорщина | жіноча боротьба, до 60 кг | Золото |
| Чемпіонат світу з боротьби серед кадетів 2013  | Угорщина | жіноча боротьба, до 60 кг | Золото |
| Чемпіонат Європи з боротьби серед юніорів 2014 | Угорщина | жіноча боротьба, до 59 кг | Бронза |
| Чемпіонат світу з боротьби серед юніорів 2014  | Угорщина | жіноча боротьба, до 59 кг | 14     |
| Чемпіонат Європи з боротьби серед юніорів 2015 | Угорщина | жіноча боротьба, до 59 кг | Срібло |
| Чемпіонат світу з боротьби серед юніорів 2015  | Угорщина | жіноча боротьба, до 55 кг | Срібло |
| Чемпіонат світу з боротьби серед юніорів 2016  | Угорщина | жіноча боротьба, до 55 кг | Бронза |
| Чемпіонат Європи з боротьби до 23 років 2015   | Угорщина | жіноча боротьба, до 58 кг | Бронза |
| Чемпіонат Європи з боротьби до 23 років 2016   | Угорщина | жіноча боротьба, до 55 кг | 5      |
| Чемпіонат Європи з боротьби до 23 років 2017   | Угорщина | жіноча боротьба, до 55 кг | Бронза |
| Чемпіонат світу з боротьби до 23 років 2017    | Угорщина | жіноча боротьба, до 55 кг | 7      |
| Чемпіонат Європи з боротьби до 23 років 2018   | Угорщина | жіноча боротьба, до 55 кг | Бронза |
| Чемпіонат світу з боротьби до 23 років 2018    | Угорщина | жіноча боротьба, до 55 кг | 7      |
| Чемпіонат Європи з боротьби до 23 років 2019   | Угорщина | жіноча боротьба, до 57 кг | Золото |